# André Daulier Deslandes
Pour les articles homonymes, voir Deslandes.
André Daulier Deslandes (1621 - 28 octobre 1715) est un auteur français connu pour son ouvrage Les Beautés de la Perse, ou la description de ce qu'il y a de plus curieux dans ce royaume, avec la carte et les dessins faits sur les lieux, qui est réputé pour sa description de la Perse séfévide durant les années 1664-1665. Il est aussi connu pour avoir été le premier seigneur de Terrebonne (Terrebonne, Québec), et il est donc considéré comme le fondateur de cette seigneurie.

## Biographie

### Son voyage en Perse avec Jean-Baptiste Tavernier
L'apparition d'André Daulier Deslandes dans l'histoire est liée au sixième voyage en Orient de Jean-Baptiste Tavernier, grand voyageur et pionnier du commerce de diamants avec l'Inde (il est également connu dans le monde anglo-saxon pour avoir possédé le fameux diamant Hope). Tavernier embarque à Marseille le 10 janvier 1664 pour se rendre à Ispahan, la capitale de la Perse séfévide. Il est accompagné d'un jeune chirurgien, Antoine Destremau, et de sept compagnons « de différentes professions », parmi lesquels se trouve André Daulier Deslandes, âgé d'environ vingt ans. C'est le seul catholique du groupe.
À « Tauris » (Tabriz), il est témoin d'un tremblement de terre. Le groupe atteint Ispahan le 14 décembre 1664, et Daulier Deslandes loge dans un couvent. Trois jours après leur arrivée, Tavernier est convié par le chah Abbas II, et il lui vend toutes les pierres précieuses qu'il transportait avec lui, à l'exception des perles. Cela va grandement déplaire à Daulier Deslandes, qui va raconter dans une lettre à son frère aîné Pierre son sentiment d'impuissance par rapport à cette vente. À la suite d'un banquet, le chah apprend que l'un des serviteurs de Tavernier, Daulier Deslandes, sait jouer de l'épinette, car un Arménien lui en avait apporté une des Pays-Bas. Il exige donc qu'il vienne s'exécuter. Après sa prestation, le chah lui demande aussi s'il sait chanter. Il chante alors au monarque une chanson à boire intitulée « Enfants du Mardy Gras, voici la feste aux bons yvrognes », qui ne plaît pas particulièrement au monarque, d'autant plus qu'il manque de voix. Pour racheter cet accroc à l'étiquette, Tavernier chante des airs anciens, et il parvient à divertir le chah. Tavernier et Daulier se valent l'honneur de boire à la même coupe que le monarque. Daulier Deslandes revient un peu plus tard au palais pour jouer de la flûte en compagnie d'un violon. Cette fois, son talent est apprécié et il se fait même offrir de jouer à la cour.
Le 24 février 1665, le groupe quitte Ispahan pour l'Inde (qui fait alors partie de l'Empire moghol). Ils passent par « Schiras » (Shiraz). Le 16 mars 1665, ils quittent Shiraz pour aller à « Bander-Abassi » (Bandar Abbas). Une fois arrivé à Bandar Abbas, le groupe se sépare  : Tavernier poursuit son voyage vers « Candahar » (Kandahar) tandis que Daulier Deslandes reste là avec Jean de Thévenot, un voyageur avec qui il s'était lié d'amitié. Il veut retourner en France. Ils rebroussent chemin. Ils visitent Persépolis à Shiraz, puis ils se séparent, car Jean de Thévenot part en Inde. Daulier Deslandes fait le chemin inverse jusqu'à Tabriz, puis il décide d'aller voir Constantinople (Empire ottoman). Il reste ensuite un mois à Smyrne (Izmir). Assez ironiquement, le navire qu'il prend pour rentrer en Europe s'appelle « L'Enfant Jésus ». Il arrive à Marseille le 6 avril 1666, puis il rentre à Paris, après deux ans et demi de voyage,,,.

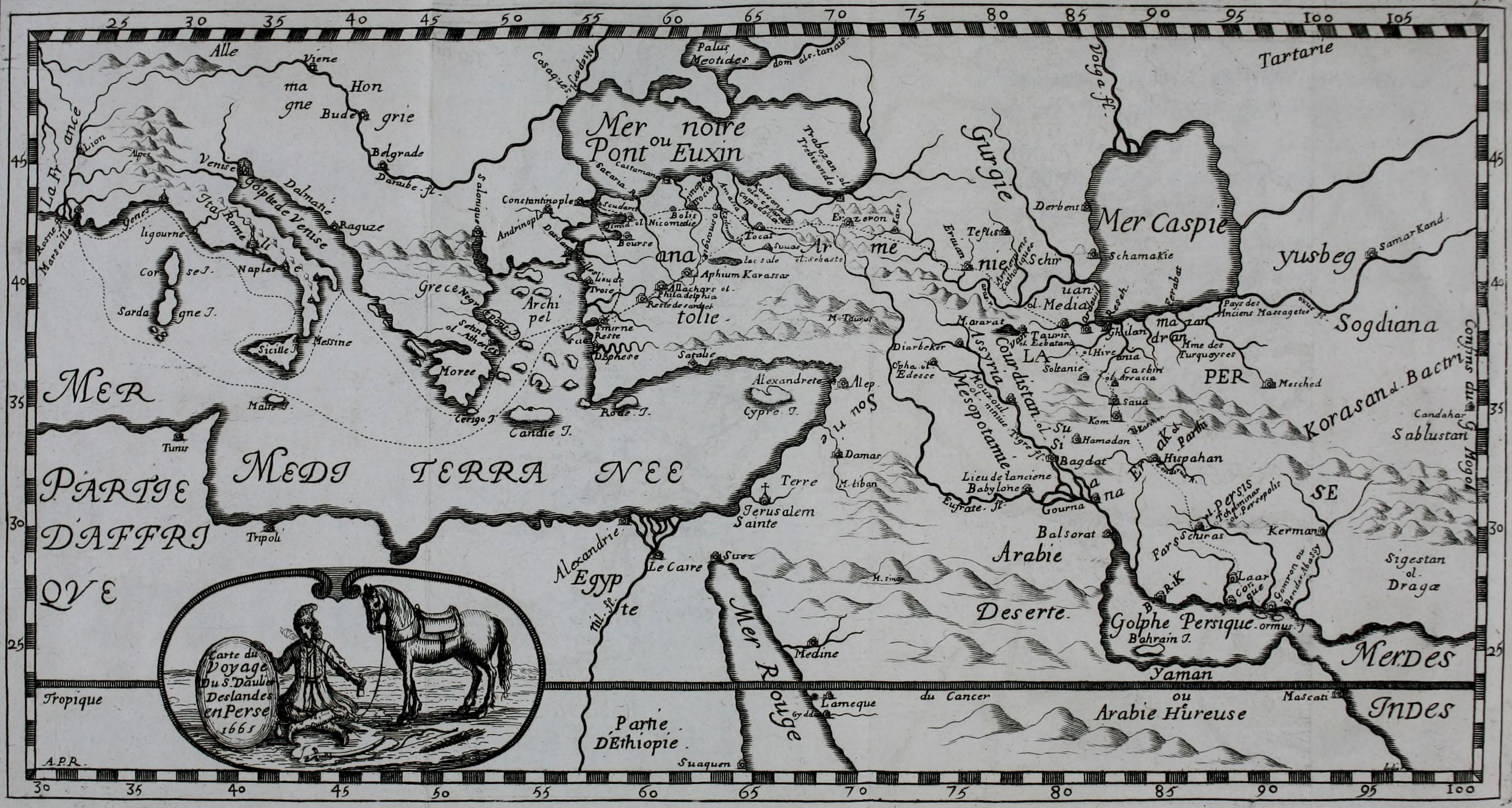
Carte du voyage du sieur Daulier Deslandes en Perse (1665)
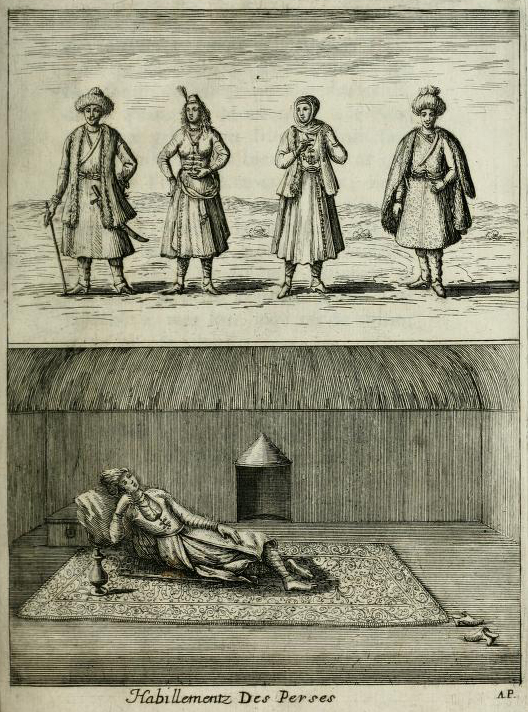
Habillements des Perses
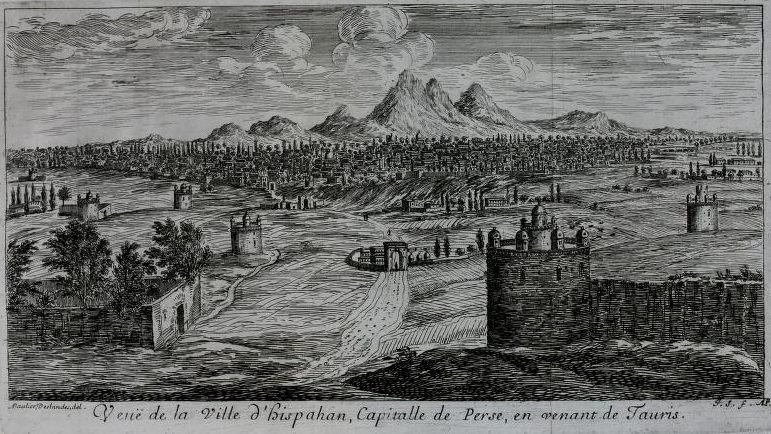
Vue de la ville d'Ispahan, capitale de Perse, en venant de Tabriz
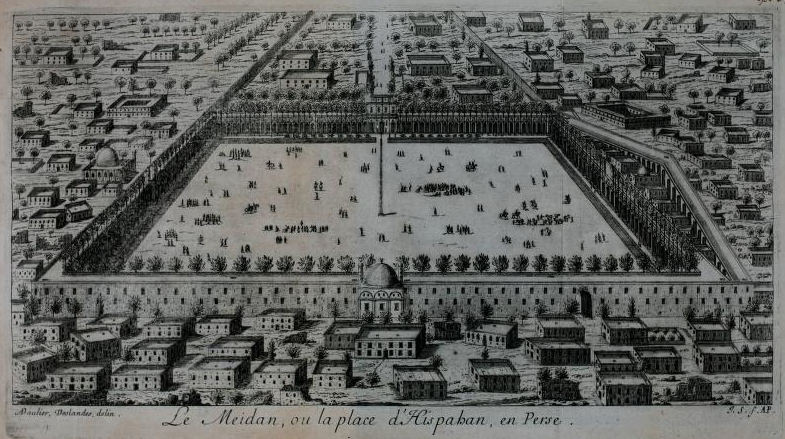
Le Meidan, ou la place d'Ispahan, en Perse
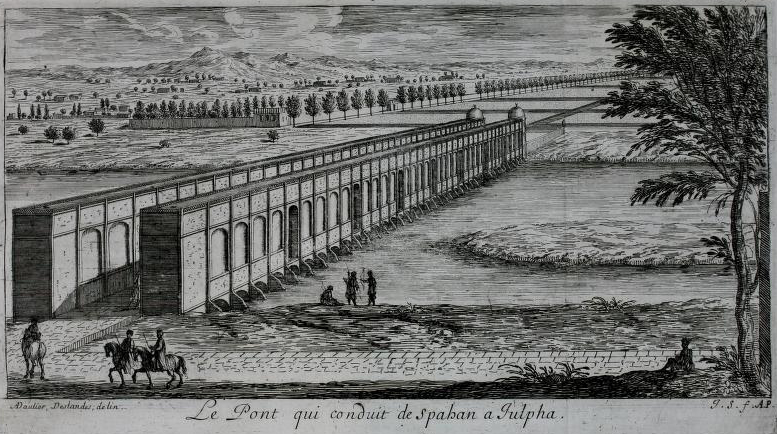
Le pont qui conduit de Sepahan à Djoulfa
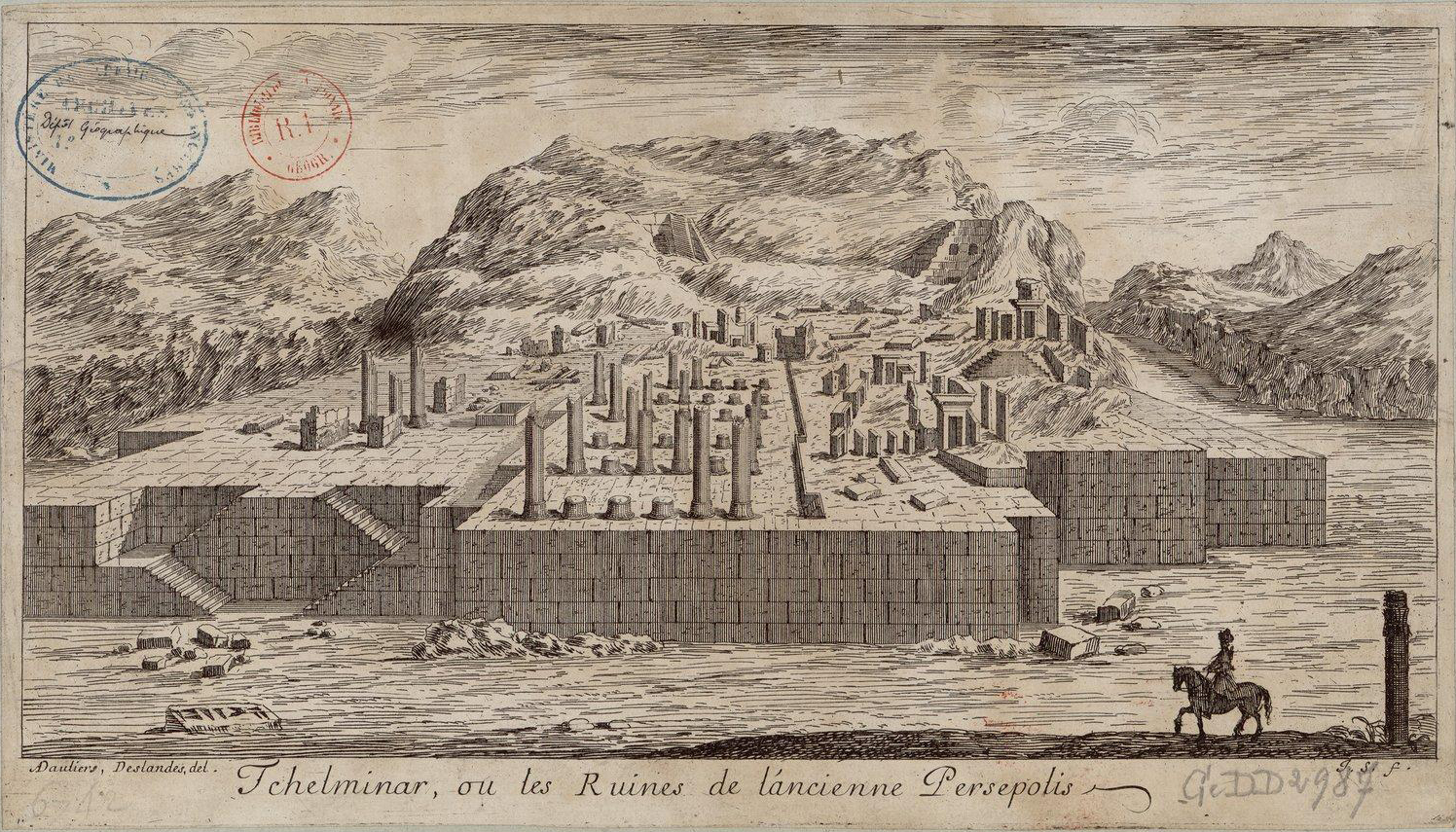
Tchelminar, ou les ruines de l'ancienne Persépolis
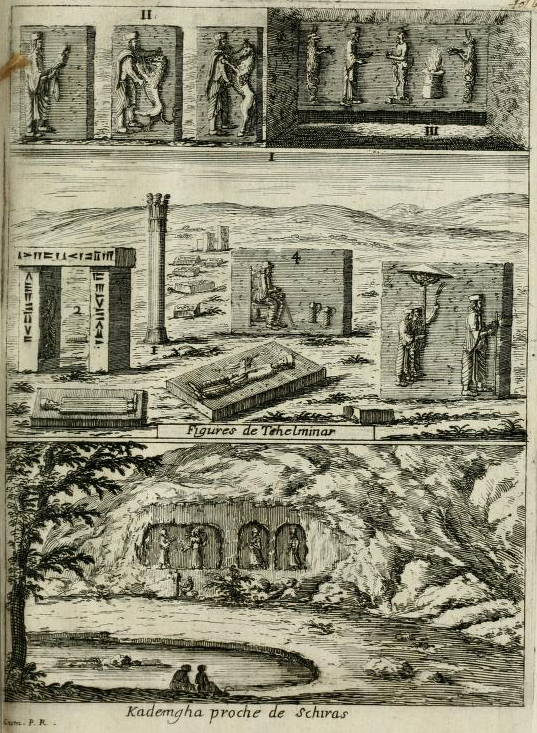
Figures de Tchelminar (Persépolis) / Kuh-e Rahmat proche de Shiraz
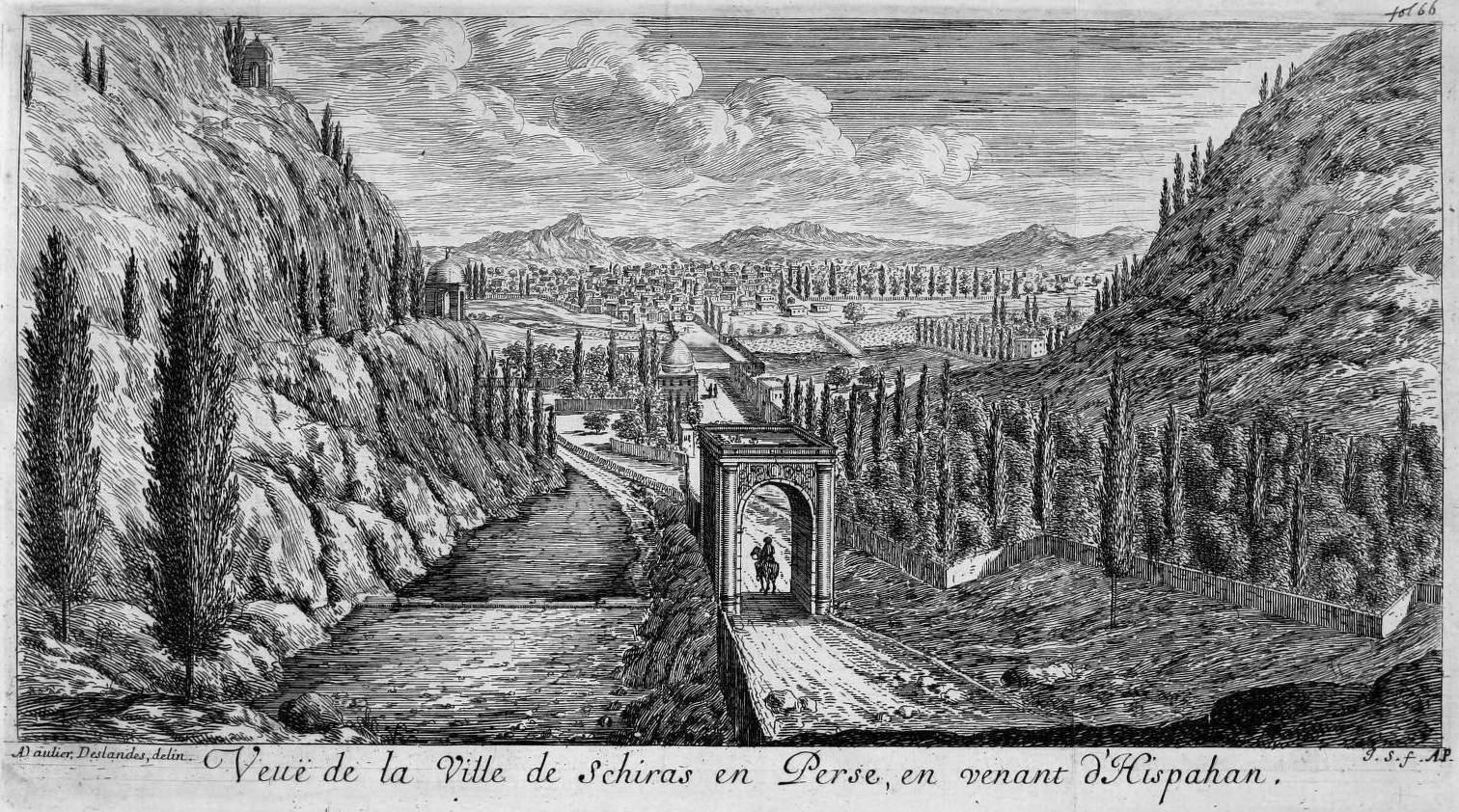
Vue de la ville de Shiraz, en Perse, en venant d'Ispahan

### Les déboires de la Compagnie française des Indes occidentales
Pendant que Daulier Deslandes était en voyage, le 16 mai 1664, le roi donna à la Compagnie française des Indes occidentales le privilège exclusif de concéder des terres en Nouvelle-France. Or, les frais d'exploitation de cette compagnie étaient ruineux, si bien qu'en 1666, elle transféra tous ses privilèges à Charles Aubert, sieur de La Chesnaye [prononcez Lachenaie], l'homme d'affaires le plus important de la colonie, dans l'espoir de redresser ses finances. Toutefois, elle se réserva le droit de concéder des terres en Amérique.
Il se trouve que le frère aîné d'André, Pierre Daulier, était l'un des directeurs de la compagnie.

### Publication de son livre et concession de la seigneurie de Terrebonne

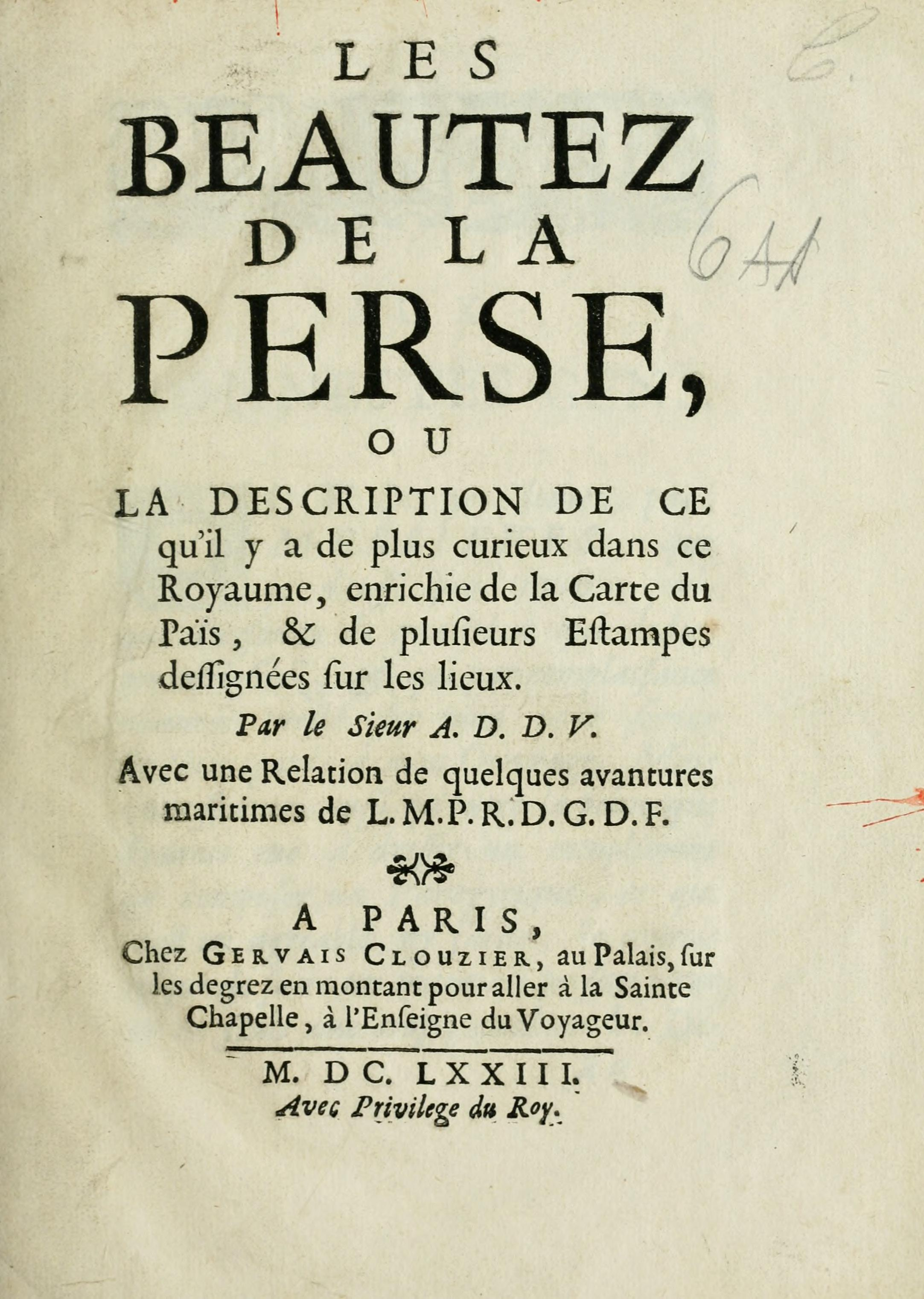
Livre publié par Daulier

Pendant deux ans, Daulier Deslandes sera le directeur de la Compagnie française des Indes orientales, à Bordeaux. Il rentre ensuite à Paris, et publie en 1673 son livre Les Beautés de la Perse, dont les gravures ont été faites par les artistes Israël Silvestre et Antoine Paillet, à partir de ses dessins. À cette édition a été ajouté la Relation des aventures de Louis Marot, pilote réal [royal] des galères de France,.
Toujours en cette année 1673, quelques mois après la publication de son livre, il demande, en sa qualité de secrétaire général de la Compagnie française des Indes occidentales, un grand domaine en Nouvelle-France. Celui-ci portera le nom de « Terbonne » :

« La compagnie des Indes Occidentales, sur la demande qui nous a été faite par le sieur André Daulier Deslandes, secrétaire général de la dite compagnie de luy vouloir accorder une estendue de terre de deux lieues de face sur la rivière de Jésus, autrement dite des Prairies, dans la Nouvelle-France, à prendre du costé du Nord, depuis la borne du fief et terre de la Chesnaye [Lachenaie] en remontant ladite rivière vis-à-vis l'Isle de Jésus, et deux lieues de profondeur, avec propriété des mines et minières, Lacs et Rivières qui se trouveront dans la dite estendue, comme aussy des Batures et Isles de la dite Rivière des Prairies vis-à-vis les terres de la dite concession, et le droit de pesche et de Chasse dans toute la contenance d'icelle [...] que l'on nommera dorénavant Terbonne [...]. »

— Titre de concession de la seigneurie de Terbonne
L'année suivante, en 1674, la compagnie se fera retirer sa charte par le roi.
Cette seigneurie de « Terbonne » s'appelle peut-être ainsi car Tavernier a fini par devenir le baron d'Aubonne (aujourd'hui dans le canton de Vaud, mais à l'époque pays sujet de Berne, Confédération des XIII cantons). Cela sonne comme « eau bonne », bien qu'étymologiquement, cela vienne du nom de la rivière l'Aubonne, qui vient du celte albona, qui signifie « rivière blanche » (alba, blanche et ona, rivière). C'est sans doute pour imiter son ami Tavernier et sa baronnie à l'orthographe particulière que le nom de Terbonne aurait été choisi, tout en remplaçant l'« eau » par la « terre », pour en faire l'antithèse de la baronnie d'Aubonne. Il existe par contre d'autres hypothèses pour expliquer l'origine du nom de cette seigneurie.
Le 23 décembre 1675, l'intendant de la Nouvelle-France, Duchesneau, donne à Daulier Deslandes, à la requête du sieur Charles Bazire (receveur général des droits du Roi), un délai d'un an pour qu'il rende foi et hommage au Roi ou à un de ses représentants, en personne ou par quelqu'un d'autre muni d'une procuration. De fait, Daulier Deslandes signe une procuration en France le 28 juin 1677, et donne le pouvoir au procureur de prendre possession réelle de ses terres, de rendre foi et hommage, de payer les droits et devoirs, d'en faire exécuter l'arpentage, d'y planter des bornes et d'y faire les défrichements nécessaires. Cela nous apprend qu'André Daulier Deslandes vit à Paris, sur la rue du Grenier Saint Lazare, dans la paroisse Saint Nicolas des Champs. Ce sera finalement Charles Bazire, muni de la procuration, qui rendra foi et hommage devant l'intendant Duchesneau à Québec.

### Vente de sa seigneurie
Daulier Deslandes ne manifeste aucun intérêt pour s'expatrier, et aussi déroge-t-il aux clauses du contrat, qui l'obligent à établir des colons sur ses terres (à les défricher, en fait) et à placer des bornes aux limites de sa seigneurie. Il entreprend des pourparlers avec le sieur de La Chesnaye, et parvient à s'en débarrasser le 26 octobre 1681, en la vendant à un jeune colon célibataire de 27 ans récemment arrivé en Amérique, Louis LeComte Dupré. Le montant de la transaction s'élève à 500 livres.

### Mariage
Le 18 septembre 1678, il épouse Michèle Lapye à l'église Saint-Nicolas-des-Champs, à Paris.

### Fin de vie
À la fin de sa vie, Daulier Deslandes est au bord de la misère car il déclare dans son testament olographe que son patrimoine, « qui était médiocre », a été consumé « aux voyages ». Il habite une maison rue Saint-Jacques, à Paris. Il habite trois pièces : il partage la première avec son épouse, il écrit dans la seconde, qui donne sur la cour, et la troisième sert de cuisine. Le ménage emploie tout de même une « servante domestique ».
Dans son cabinet, il écrit une Vie des Saints, qu'il compte léguer aux Pères Récollets. Aux murs de cette pièce sont suspendus une trentaine de tableaux et d'estampes, et « un paysage où il y a deux figures qui nous voient et regardent mon épouse et moy », qu'il léguera à son neveu Bonneisle.
Dans son testament, rédigé le 13 mai 1715, il lègue 60 livres aux Pères qui s'occupent du rachat des captifs, 60 livres encore pour aider à marier une pauvre fille (dot), 72 livres à des églises dans la région de sa ville de naissance et 10 livres aux « enfants rouges » (des enfants trouvés, nommés ainsi à cause de leur accoutrement).
Il meurt le 28 octobre 1715 (quelqu'un l'a écrit dans son livre sur la Perse, en page liminaire). L'inventaire de ses biens est fait le 31 octobre 1715.

## Hommages

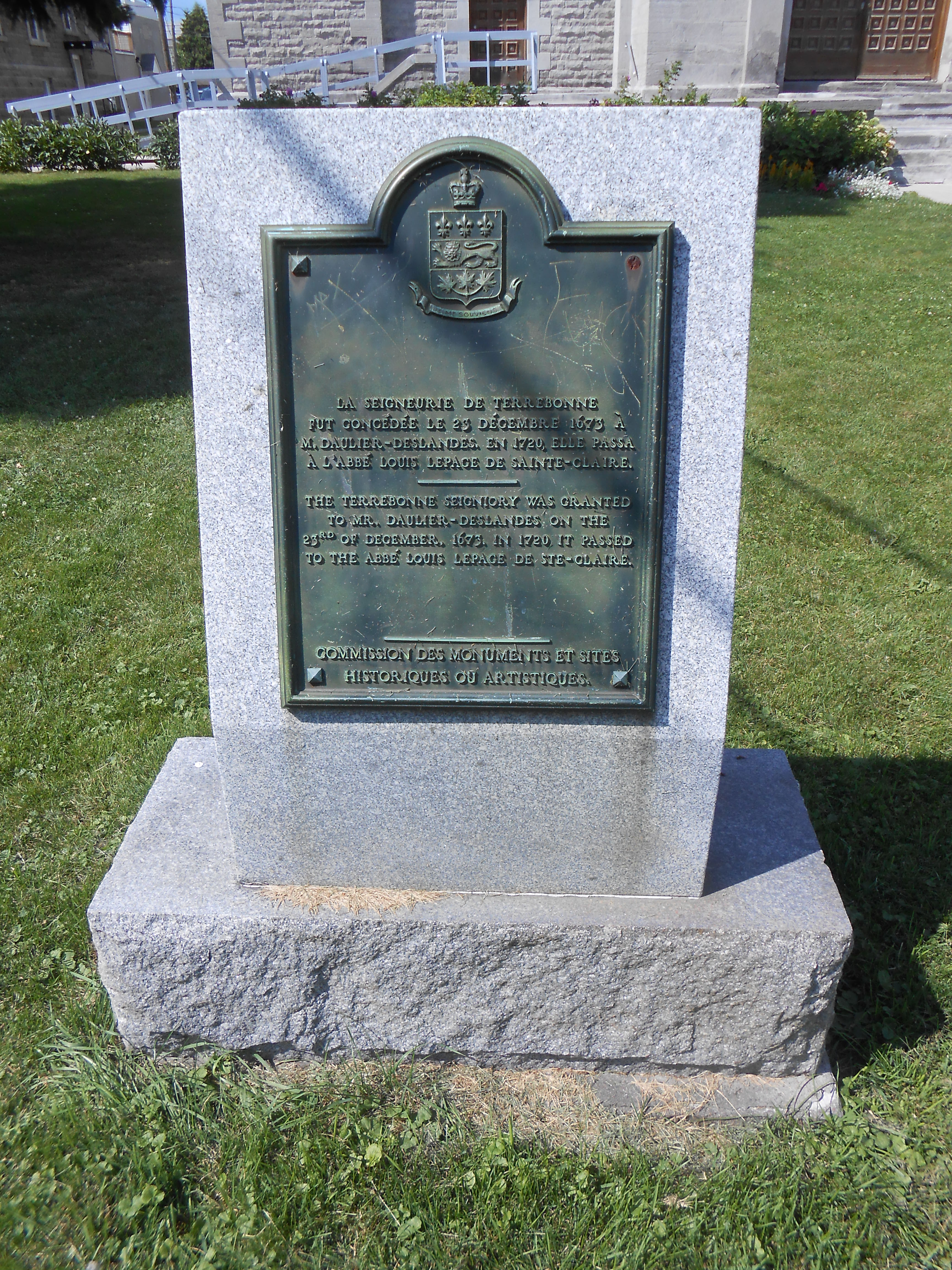
Plaque commémorative de la seigneurie

- La plaque de la seigneurie de Terrebonne
- La rue André-Daulier (à Sainte-Sophie, qui se trouve dans ce qui fut l'augmentation de Lacorne, une partie de la seigneurie de Terrebonne)

## Œuvre
- Les Beautés de la Perse, ou la description de ce qu'il y a de plus curieux dans ce Royaume, enrichie de la Carte du Pays, & de plusieurs estampes dessinées sur les lieux, 1673
- Relation des aventures de Louis Marot, pilote réal des galères de France, 1673